# Municipio de Crooked Creek (Carolina del Norte)
El municipio de Crooked Creek (en inglés: Crooked Creek Township) es un municipio ubicado en el  condado de McDowell en el estado estadounidense de Carolina del Norte. En el año 2010 tenía una población de 3.527 habitantes.

## Geografía
El municipio de Crooked Creek se encuentra ubicado en las coordenadas 35°34′59.44″N 82°9′44.4″O / 35.5831778, -82.162333.